# Time Machine (software)
Time Machine es un software de backup desarrollada por Apple Inc. para hacer copias de seguridad. Viene incluido con el sistema operativo Mac OS X y fue introducido con el lanzamiento de la versión 10.5 "Leopard" de Mac OS X.
Como muchas utilidades de backup, Time Machine crea copias de seguridad incrementales de archivos que pueden ser restaurados en una fecha posterior. Permite al usuario restaurar todo el sistema, múltiples archivos o incluso un solo archivo. Trabaja al interior de iWork, iLife y varios otros programas compatibles, haciendo posible la restauración de objetos individuales (como, por ejemplo, fotos, contactos, eventos en la agenda) sin dejar la aplicación. Time Machine es una utilidad de backup no para archivar. Time Machine captura el estado más reciente de la información de un disco. Cuando estas capturas sean más antiguas, se priorizará progresivamente a las más recientes.